# Achillea alexandri-regis
Achillea alexandri-regis là một loài thực vật có hoa trong họ Cúc. Loài này được Bornm. & Rudsky mô tả khoa học đầu tiên năm 1934.